# Reinhold Geijer (1872–1965)
Gustaf Reinhold Geijer, född 3 oktober 1872 i Brattfors socken, död 23 november 1965 i Karlstad, var en svensk militär.
Geijer blev underlöjtnant vid Värmlands regemente 1894, genomgick Krigshögskolan 1898–1900 samt var kompaniofficer vid Krigsskolan på Karlberg 1906 samt lärare i krigskonst där 1907–1914. Han blev 1907 kapten och 1916 major vid Upplands infanteriregemente, överstelöjtnant i armén 1921 och vid Västmanlands regemente 1922 samt tillförordnad chef för Gotlands infanteriregemente 1923. Geijer utnämndes till överste och chef för Hallands regemente 1926 och erhöll avsked 1932. Han var försvarsområdesbefälhavare i Skåne 1939–1940 och i Värmland 1941–1942. Geijer tjänstgjorde 1911 vid ett tyskt infanteriregemente och gjorde 1918 på officiellt uppdrag en studieresa till Tyskland, Bulgarien och Turkiet, varvid fronterna i Vogeserna och Makedonien besöktes. 1919–1920 studerade han som statsstipendiat vid franska krigsskolan i Saint-Cyr. Efter återkomsten var Geijer ledamot av en utredning rörande nybeväpning och organisation av det svenska infanteriet 1921–1922. Han utnämndes 1913 till adjutant och 1926 till överadjutant hos Gustav V. Geijer var verksam inom landsstorms- och skytterörelserna. Han var bland annat ledamot av Sveriges landstormsföreningars centralförbunds överstyrelse 1924–1934. Han var en framstående taktiker och skicklig pedagog och utgav Lärobok i härordningslära (1913) och Försvarsreformen. Den nya härordningen och det nya sjöförsvaret (1914). Därutöver utgav han Karlstads hamn 1838–1938 (1938) med flera minnesskrifter och skrev i tidningar och tidskrifter. Han blev 1929 ledamot av Kungliga Krigsvetenskapsakademien. Geijer blev riddare av Svärdsorden 1915 och av Nordstjärneorden 1926 samt kommendör av andra klassen av Svärdsorden 1929 och kommendör av första klassen 1932. År 1934 erhöll han Carl XIII:s orden.
Geijer var son till bruksägaren Herman August Geijer av släkten Geijer och bror till överingenjören Christian Geijer. Han var gift med Gertrud Geijer. Reinhold Geijer är begraven på Ransäters kyrkogård.